# Moncho Fernández
Ramón Fernández Vidal, más conocido como Moncho Fernández, (Santiago de Compostela, Galicia, España, 19 de septiembre de 1969) es un entrenador español de baloncesto. Actualmente es entrenador del Básquet Girona de la Liga Endesa. Dirigió durante 14 temporadas al Obradoiro Club Amigos del Baloncesto desde julio de 2010 hasta mayo de 2024. Tiene la carrera de Historia y ejerció de profesor de las asignaturas de Historia y Arte. Estudió en el colegio privado Manuel Peleteiro.

## Trayectoria
- 2000–2002: Ayudante de Moncho López en Gijón Baloncesto
- 2002–2004: Gijón Baloncesto
- 2004–2006: Ayudante de Moncho López en Leche Río Breogán
- 2006–2009: Club Baloncesto Villa Los Barrios
- 2009–2010: Club Baloncesto Murcia
- 2010–2024: Obradoiro Club Amigos del Baloncesto
- 2024-actualidad: Básquet Girona